# Limnius volckmari
Limnius volckmari is een keversoort uit de familie beekkevers (Elmidae). De wetenschappelijke naam van de soort werd in 1793 gepubliceerd door Georg Wolfgang Franz Panzer.